# Wyższe Seminarium Duchowne w Łowiczu
Wyższe Seminarium Duchowne Diecezji Łowickiej – seminarium duchowne diecezji łowickiej Kościoła rzymskokatolickiego. Stanowi filię Papieskiego Wydziału Teologicznego w Warszawie.

## Historia
Seminarium zostało erygowane 8 września 1992 r. przez pierwszego biskupa łowickiego Alojzego Orszulika. Pierwszy rok akademicki 1994–1995 w wyremontowanym i odnowionym budynku, z dobudowaną nową kaplicą i aulą rozpoczęło 88 kleryków.
Na początku maja 2023 r. bp Andrzej Dziuba ogłosił, że podjęto decyzję o przeniesieniu seminarium w Łowiczu z powodu niewystarczającej liczby kandydatów. Chętni do podjęcia studiów klerykalnych z diecezji Łowickiej będą kształceni w seminarium w Warszawie, a po jego ukończeniu kierowani do posługi w diecezji łowickiej.

## Przełożeni
- Ks. dr Piotr Kaczmarek – rektor
- Ks. dr Jarosław Łękarski – wicerektor
- Ks. dr Grzegorz Cieślak – prefekt i dyrektor ds. administracyjnych
- Ks. dr Radosław Czarniak – ojciec duchowny